# Carlos Manuel Bencomo Mendoza
Carlos Manuel Bencomo Mendoza (ur. 2 września 1939 w Hermigua) – hiszpański polityk i inżynier górnictwa, senator, od 1986 do 1987 eurodeputowany II kadencji.

## Życiorys
Z zawodu inżynier górnictwa. Przepracował w tym zawodzie około 40 lat i uzyskał doktorat w tej dziedzinie. Związał się z Unią Demokratycznego Centrum, a następnie z Centrum Demokratycznym i Społecznym. Należał do władz regionu Wyspy Kanaryjskie, na początku lat 80. był ministrem ds. wody, urbanistyki i prac publicznych w lokalnym rządzie. W 1979 i 1982 wybierany do Senatu I i II kadencji z okręgów obejmujących Teneryfę. Od 1 stycznia 1986 do 5 lipca 1987 był posłem do Parlamentu Europejskiego w ramach delegacji krajowej. Przystąpił do frakcji liberalno-reformatorskiej, od stycznia do lipca 1987 był wiceprzewodniczącym Delegacji ds. stosunków z państwami Ameryki Południowej. Później do 1993 był dyrektorem prowincjonalnego zakładu przemysłu i energetyki w Santa Cruz de Tenerife.
Żonaty, ma dwoje dzieci. W 2007 przeszedł na emeryturę. W 2011 odznaczony komandorią Orderu Zasługi Cywilnej.